# Binder Ottó
Binder Ottó (Medgyes, 1889. május 14. – Kunszentmárton, 1951. november 27.) magyar katona és olimpikon. Az 1928-as amszterdami olimpián a háromnapos lovastusa versenyben (military) indult és a csapatküzdelmekben Adda Alfréddal és Cseh Kálmánnal 1845,18 pontos teljesítménnyel a 11. helyen végeztek. Huszártábornoként tisztességgel szolgálta hazáját és nemzetközi szinten is elismert versenylovas volt, de a második világháború után osztályidegennek nyilvánították, majd kitelepítették és téglagyári segédmunkásként hunyt el.

## Élete
A bécsújhelyi császári és királyi Mária Terézia Katonai Akadémia hallgatója volt 1907 és 1910 között, majd a Pótló Idomító Keretnél (PIK) tanfolyamot végzett. 1910. augusztus 18-án a lugosi császári és királyi 4. Huszárezredben kezdte meg tényleges katonai szolgálatát hadnagyként. Az első világháborúban 36 hónapig az arcvonalban harcolt, majd hadifogságba esését követően 30 hónapot töltött orosz fogságban. 1921. november 1-jén átmeneti viszonyba helyezték, majd 1922. május 1-jén szolgálattételre a folyamőrséghez osztották be. 1923, december 31-től 1926-ig ismét átmeneti viszonyban volt. Ezt követően a két világháború közötti időszakban - rövid megszakításokkal - mint a Lovagló- és Hajtótanárképző Iskola lovaglótanára, illetve mint az alagi Honvéd Versenyistálló parancsnoka tevékenykedett. Közben 1927 és 1928 között a pápai királyi 2. Honvéd Vegyesdandár huszárszázadának beosztott tisztjeként, majd 1937. augusztus 1-jétől a soproni magyar királyi „Nádasdy Ferenc” 3. Honvéd Huszárezred első segédtisztjeként is szolgált.
Díjlovaglásban 1924-ben, 1929-ben és 1930-ban, militaryban 1925-ben, díjugratásban pedig 1927-ben és 1930-ban nyert magyar bajnokságot. 1927-ben díjugratásban megnyerte a nemzetközi lovasverseny fődíját Dortmundban. Az 1928. évi nyári olimpiai játékokon háromnapos lovastusa versenyen egyéniben és csapatban is indult. Egyéniben Jukker nevű lovával bukott és súlyosan megsérült. Emiatt feladta a küzdelmet és 0+0+167,42 pontos teljesítménnyel helyezetlenül végzett, de a csapattal 11. helyen végeztek.
1938. november 1-jén ezredessé, 1942. április 1-jén vezérőrnaggyá nevezték ki. 1938. novemberétől a Lópótlás Felügyelőségnél a Honvéd Versenyistálló parancsnoki teendőit látta el. 1940. március 1 és 1942. november 1. között a Lovagló- és Hajtótanárképző Iskola parancsnoka volt. Ezt követően 1943. február 1-jei nyugállományba vonulásáig egészségügyi szabadságra vezényelték, majd utána ideiglenesen újból a Honvéd Versenyistálló parancsnoki beosztását töltötte be. 1944. november 1-jén ismét nyugállományba helyezték. A Lovagló- és Hajtótanárképző Iskolával a Dunántúlra települve 1945. március 29-én a Csepreg melletti Gyertyánospusztánál szovjet fogságba esett, ahonnan 1948 júliusában tért vissza, 40 hónapot töltve hadifogságban. Mint osztályidegent, 1951 augusztusában kitelepítették - annak ellenére, hogy a Honvédelmi Minisztérium igazolóbizottsága rendfokozatát meghagyta, vagyis tulajdonképpen igazolta- és Kunszentmártonba került élettársával. Segédmunkásként az államosított Mátray Téglagyárban dolgozott. 1951. november 27-én váratlanul szívinfarktusban elhunyt. A kunszentmártoni Felső-temetőben egy helyi család kriptájában helyezték örök nyugalomra.

### Kitüntetései
- Magyar Érdemrend lovagkeresztje,
- 3. osztályú Katonai Érdemkereszt hadidíszítményekkel és kardokkal,
- Ezüst Katonai Érdemérem, ugyanez kardokkal is,
- Magyar Koronás Nagy Aranyérem,
- Károly-csapatkereszt,
- Hadiérem,
- 2. osztályú Katonai szolgálati jel,
- Erdélyi Emlékérem,
- Sportbajnoki jelvény (1943).[7]

## Emlékezete
Kunszentmárton olimpiai baráti körét róla nevezték el és rendszeresen megemlékeznek a neves olimpikonról. A Dany Margit Városi Sportcsarnok aulájában emléktábla őrzi emlékét. 2010. május 14-én a Binder Ottó Olimpiai Baráti Kör kezdeményezésére, dr Szabó János hathatós segítségével síremléket avattak emlékére a kriptánál. 2019. május 18-án a baráti kör Kunszentmártonban a lovas olimpikon születésének 130. évfordulója alkalmából emlékkonferenciát szervezett, 2019. június 29-30-án Szilvásváradon pedig emlékversenyt rendeztek tiszteletére.